# Prohibitionnisme (prostitution)
S'agissant de la législation de la prostitution, le prohibitionnisme est un courant de pensée qui vise à interdire la prostitution. Relevant en général d'une condamnation morale de l'acte prostitutionnel, le prohibitionnisme entend pénaliser tous les acteurs du système prostitutionnel : le proxénète, le client de la prostitution et les personnes prostituées sont considérés sans distinction. 
Les États confrontés à la prostitution, sont confrontés à trois enjeux : moral, financier, et sanitaire. Certains choisissent la "prohibition", c'est-à-dire une éradication volontaire ou une interdiction complète.
Le "prohibitionnisme" politique est souvent marqué par l'influence religieuse (dans les pays musulmans, et dans certains États américains), par des influences du puritanisme, ou encore des idéologies marxistes, comme ce fut le cas dans l'Union Soviétique (URSS) et en République populaire de Chine. 

### Critiques du prohibitionnisme
Les législations prohibitionnistes, lorsqu'elles sont appliquées, tendent à renvoyer un caractère clandestin à la prostitution, avec peu de moyens de recours des prostituées qui sont considérées des délinquantes.
Les pays nordiques tel que la Suède, opposés au prohibitionniste, ont développé un modèle relevant d'un courant de pensée du féminisme qui criminalise uniquement les clients et les proxénètes, et considère les prostituées comme des victimes.
Selon Lilian Mathieu, sociologue et chercheur Centre de recherche politique de la Sorbonne, au CNRS :
« Cette activité ne doit pas être criminalisée, parce que toute approche répressive se retourne contre les personnes prostituées elles-mêmes, qui sont envisagées avant tout comme des victimes. »
« En opposition à cela (l'abolitionnisme) le modèle prohibitionnisme veut éradiquer volontairement la prostitution pour lequel le meilleur moyen est d’appliquer des sanctions fortes aux clients, avec une rééducation morale. Cela a souvent pour résultat une détérioration très forte des conditions des prostituées, […] plus de souffrance. »
« Toute réglementation, de proposition d’un statut, tend à renfermer les prostituées dans une identité socialement stigmatisante, ce qui fait que la plupart des prostituées sont très réticentes à se faire enregistrer […], ( elles ont la possibilité de se faire enregistrer à l’Urssaf comme profession indépendante). »